# アントニオ・デ・エレーラ・イ・トルデシリャス

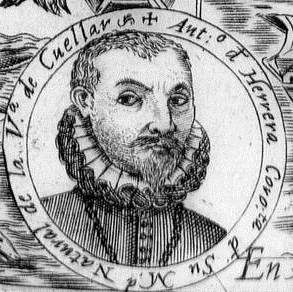
著書の扉に描かれた肖像

アントニオ・デ・エレーラ・イ・トルデシリャス（Antonio de Herrera y Tordesillas、1549年 - 1625年3月27日）は、スペインの歴史家で年代記作家。スペイン王室の修史官であり、スペインによるアメリカ大陸の植民地化の年代記である『大洋の島嶼部と大陸部におけるカスティーリャ人の全事績』を執筆したことで知られる。

## 生涯
エレーラはセゴビア県クエリャルに生まれた。父親はロドリーゴ・デ・トルデシリャス、母親はイネス・デ・エレーラであった。
はじめスペイン国内で学んだが、1570年から1575年にかけてイタリアに留学した。イタリアではヴェスパシアーノ・ゴンザーガに仕えた。ゴンザーガがナバラ副王、のちにバレンシア副王に任命されたため、彼についてスペインに戻った。
ゴンザーガはエレーラを国王フェリペ2世に推薦した。1596年にフェリペ2世はエレーラをインディアス修史官(cronista mayor de Indias)に、1598年には国王修史官(cronista de Castilla)に任命した。修史官としてエレーラはフェリペ2世・3世・4世の3代に仕えた。
1625年にマドリードで没した。

## 主な著書

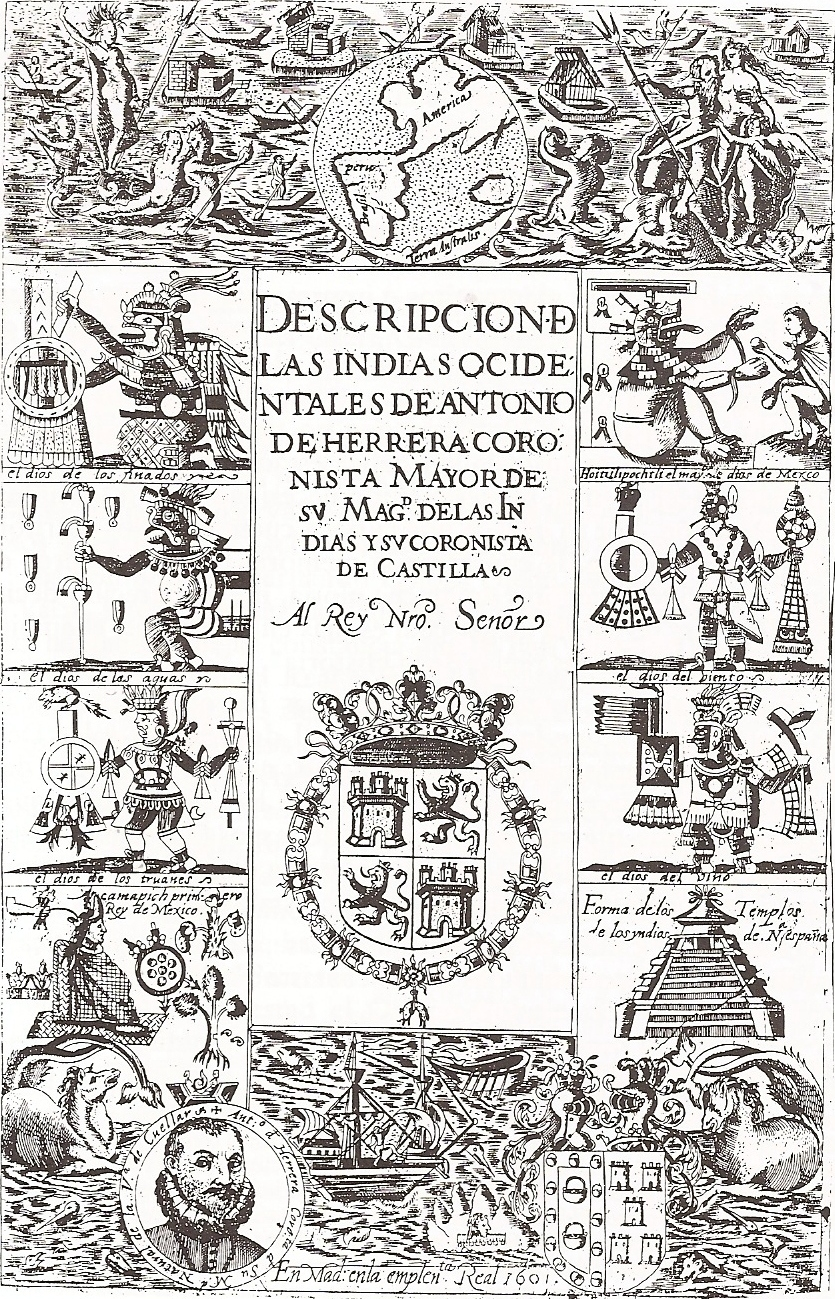
「西インディアスの記述」の扉部分

エレーラの主著は『大洋の島嶼部と大陸部におけるカスティーリャ人の全事績』（Historia general de los hechos de los Castellanos en las islas y tierra firme del Mar Oceano、全4巻）で、1492年から副王領が安定する1554年までのスペインによるアメリカ大陸の植民地化の植民地史になっている。最初の2巻（1492-1531年の40年間）が1601年、続編2巻（1532-1554年の23年間）が1615年に出版された。各巻は2部にわかれ、各部は10年間に相当する（続編の各部は10年間より短い）。エレーラ本人はアメリカ大陸を訪れたことはなかったが、王室の修史官であったため、通常では見ることのできない宮廷の文書を参照することができた。バルトロメ・デ・ラス・カサスをはじめとする多数の先行する歴史書も利用した。
第2巻の末尾に「西インディアスの記述」(Descripción de las Indias Occidentales)が含まれ、14枚の新世界の地図が収録されている。
『フェリペ2世治下の世界史』(Historia general del mundo del tiempo del rey Felipe II、全3巻、『世界総合史』とも)は、1554年から1598年までの世界で起きた出来事の年代記になっている。
ほかに『ポルトガル史およびアゾレス諸島征服史』(Cinco libros de la historia de Portugal, y conquista de las islas de los Açores, 1582–1583、1591年)などの書物がある。